# Prevenção primordial
Prevenção Primordial é o conjunto de actividades que visam evitar o aparecimento e estabelecimento de padrões de vida social, económica ou cultural que se sabe estarem ligados a um elevado risco de doença. Distingue-se da prevenção primária na medida em que, na prevenção primordial, o fator de risco ou comportamento de risco ainda não está completamente estabelecido na população. São exemplos de ações de prevenção primordial a criação de espaços verdes e ciclovias ou implementação de medidas de higiene alimentar em restaurantes e bares.